# Brooksville (Oklahoma)
Brooksville é uma cidade  localizada no estado norte-americano de Oklahoma, no Condado de Pottawatomie.

## Demografia
Segundo o censo norte-americano de 2000, a sua população era de 90 habitantes. 
Em 2006, foi estimada uma população de 93, um aumento de 3 (3.3%).

## Geografia
De acordo com o United States Census Bureau tem uma área de 
7,7 km², dos quais 7,7 km² cobertos por terra e 0,0 km² cobertos por água. Brooksville localiza-se a aproximadamente 330 m acima do nível do mar.

## Localidades na vizinhança
O diagrama seguinte representa as localidades num raio de 16 km ao redor de Brooksville. 